# No Controles (Lied)
No Controles (spanisch für Keine Kontrolle) ist ein Lied, das von Nacho Cano geschrieben und 1983 von der spanischen Band Olé Olé aufgenommen und veröffentlicht wurde.

## Geschichte
Das Lied wurde 1983 durch Columbia Records veröffentlicht. No controles wurde von Nacho Cano komponiert und getextet und von ihm mit Jorge Álvarez produziert. Arrangeur war Luis Cobos. Der Titel auf der B-Seite lautet Es un juego. No controles war für zwei Wochen auf Platz 60 in den Spanischen Charts vertreten. Außerdem erschien der Song auf dem namensgleichen Album der Band.
Der Synthiepop-Titel handelt von einer Person, die davon singt, dass niemand anderes Kontrolle über verschiedene Aspekte ihres Lebens haben solle. So habe niemand Kontrolle darüber, wie sie sich kleide, fühle oder tanze. Der Refrain ist aus wenigen Zeilen aufgebaut und spricht davon, dass weder die Kleidung noch die Gefühle der Sängerin kontrolliert werden sollen. Die Strophen beinhalten ähnliche Aussagen. Strophen und Refrain werden jeweils mit „No controles“ eingeleitet, während das Outro ausschließlich aus dieser Zeile besteht.
Die mexikanischen Bands Flans und Café Tacuba nahmen in den Jahren 1985 und 1996 eigene Versionen des Titels auf. 1995 wurde der Song von der venezolanischen Band Payasitas Nifu Nifa gecovert.

## In der Populärkultur
Der Song erscheint im 2018er Videospiel Just Cause 4 als Song, der im Ingame-Radio abgespielt werden kann.